# Diego Gambetta
Diego Gambetta (* 1952 in Turin) ist ein italienischer Sozialwissenschaftler. 
Er lehrt als Professor am Collegio Carlo Alberto in Turin. Schwerpunkte seiner Interessen sind die Themen „Vertrauen“, „Organisiertes Verbrechen“ (Mafia), „Selbstmordattentate“, „Korruption“ und die „Zeichen und Signale“ in sozialen Systemen.
Gambetta ist verheiratet und hat zwei Kinder.

## Akademische Laufbahn
Gambetta promovierte in Cambridge, war Research fellow am Kings College in Cambridge, Fellow am All Souls College in Oxford und lehrt heute als Professor am Collegio Carlo Alberto in Turin. Davor lehrte er als Professor für  Gesellschaftstheorie (social theory) am European University Institute in Florenz. Bis 2017 war er Fellow des Nuffield College der Universität Oxford. 2010 hatte er eine Gastprofessur am „Stanford Humanities Center“ in Stanford in Kooperation mit dem „Department of Political Science“ und dem „Center for International Security and Cooperation“ am FSI (Foreign Service Institute). Er lehrte als Gastprofessor an der University of Chicago, der Columbia University, an der ETH Zürich und am Collège de France in Paris. 2000 wurde er zum Mitglied der British Academy gewählt.

## Schriften (Auswahl)
- Mit Steffen Hertog: Engineers of Jihad: The Curious Connection between Violent Extremism and Education. Cambridge Univ. Press 2016. ISBN 978-1-40088025-6.
- Codes of the Underworld: How Criminals Communicate. Princeton University Press, 2009, ISBN 978-0-691-15247-9.[3]
- Streetwise. How Taxi Drivers Establish Customers’ Trustworthiness. Russell Sage Foundation, New York 2005, ISBN 0-87154-308-7. (Mit Heather Hamill)
- Crimes and Signs: Cracking the Codes of the Underworld. Princeton University Press, 2004.
- als Herausgeber: Making Sense of Suicide Missions. Oxford University Press, 2006, ISBN 0-19-929797-5.
- The Sicilian Mafia: The Business of Private Protection. Harvard University Press, London 1993, ISBN 0-674-80742-1.
  - Deutsch: Die Firma der Paten: Die sizilianische Mafia und ihre Geschäftspraktiken. dtv, München 1994, ISBN 3-423-30417-0.
- Were they pushed or did they jump? Individual decision mechanisms in education. Cambridge University Press, Cambridge 1987, ISBN 0-521-10770-9.

### Aufsätze (Auswahl)
- Primo Levi's Last Moments. A new look at the Italian author's tragic death twelve years ago. In: Boston Review. 1999, (Volltext)
- Reason and Terror. Has 9/11 made it hard to think straight? In: Boston Review. 2004. (Volltext)